# Giro della Provincia di Reggio Calabria 1968
Il Giro della Provincia di Reggio Calabria 1968, ventinovesima edizione della corsa, si svolse il 24 marzo 1968 su un percorso di 237,5 km, con partenza e arrivo a Reggio Calabria. La vittoria fu appannaggio dell'italiano Michele Dancelli, che completò il percorso in 6h12'00", alla media di 38,306 km/h, precedendo il danese Ole Ritter e il connazionale Franco Bitossi.

## Ordine d'arrivo (Top 10)
| Pos. | Corridore           | Squadra        | Tempo    |
| ---- | ------------------- | -------------- | -------- |
| 1    | Michele Dancelli    | Pepsi Cola     | 6h12'00" |
| 2    | Ole Ritter          | Germanvox-Wega | s.t.     |
| 3    | Franco Bitossi      | Filotex        | s.t.     |
| 4    | Lino Carletto       | Salvarani      | s.t.     |
| 5    | Dino Zandegù        | Salvarani      | a 3'15"  |
| 6    | Adriano Durante     | Max Meyer      | s.t.     |
| 7    | Luigi Sgarbozza     | Max Meyer      | s.t.     |
| 8    | Pietro Guerra       | Salvarani      | s.t.     |
| 9    | Alberto Della Torre | Filotex        | s.t.     |
| 10   | Tommaso De Prà      | Salvarani      | s.t.     |